# USS Hambleton (DD-455)
L'USS Hambleton (DD-455/DMS-20) est un destroyer de classe Gleaves en service dans la Marine des États-Unis pendant la Seconde Guerre mondiale. Il fut le seul navire nommé en l'honneur du lieutenant de l'US Navy Samuel Hambleton, un officier s'étant distingué lors de la guerre anglo-américaine de 1812.
Sa quille est posée le 16 décembre 1940 au chantier naval de la Federal Shipbuilding and Drydock Company à Kearny, dans le New Jersey. Il est lancé le 26 septembre 1941, parrainé par Mme Nannie Hambleton Martin (arrière-petite-nièce de Samuel Hambleton) ; et mis en service le 22 décembre 1941 sous commandement du commander Forrest Close.

## Historique
Après une série de tests en mer, il appareille de Norfolk le 31 janvier 1942 en compagnie de son sister-ship Emmons. Le Hambleton escorte des convois à travers l’Atlantique, notamment à Callao, Valparaiso, Guayaquil, Carthagène ou encore Balboa. Il mène des patrouilles anti-sous-marine au nord de Cuba au début de mars, secourant six hommes sur un radeau ayant survécu au torpillage de leur navire Ceibra par l'U-124. Après d'autres patrouilles le long de la Côte est et un entraînement dans la baie de Casco dans le Maine, le Hambleton escorte le croiseur Augusta et le porte-avions Ranger le 14 avril. Le 17 mai, il entre en  collision avec l'Ellyson pendant une averse diluvienne, rejoignant San Juan puis le chantier naval de North Charleston pour y effectuer des réparations.
L’USS Hambleton appareille de New York le 1er juillet en compagnie d'un transport de troupes à destination de l'Irlande, y arrivant le 11 juillet. Il réalise ensuite des patrouilles dans la Manche aux côtés des forces navales britanniques. En août, il sert de sentinelle pour le cuirassé Duke of York avant de rentrer aux États-Unis.

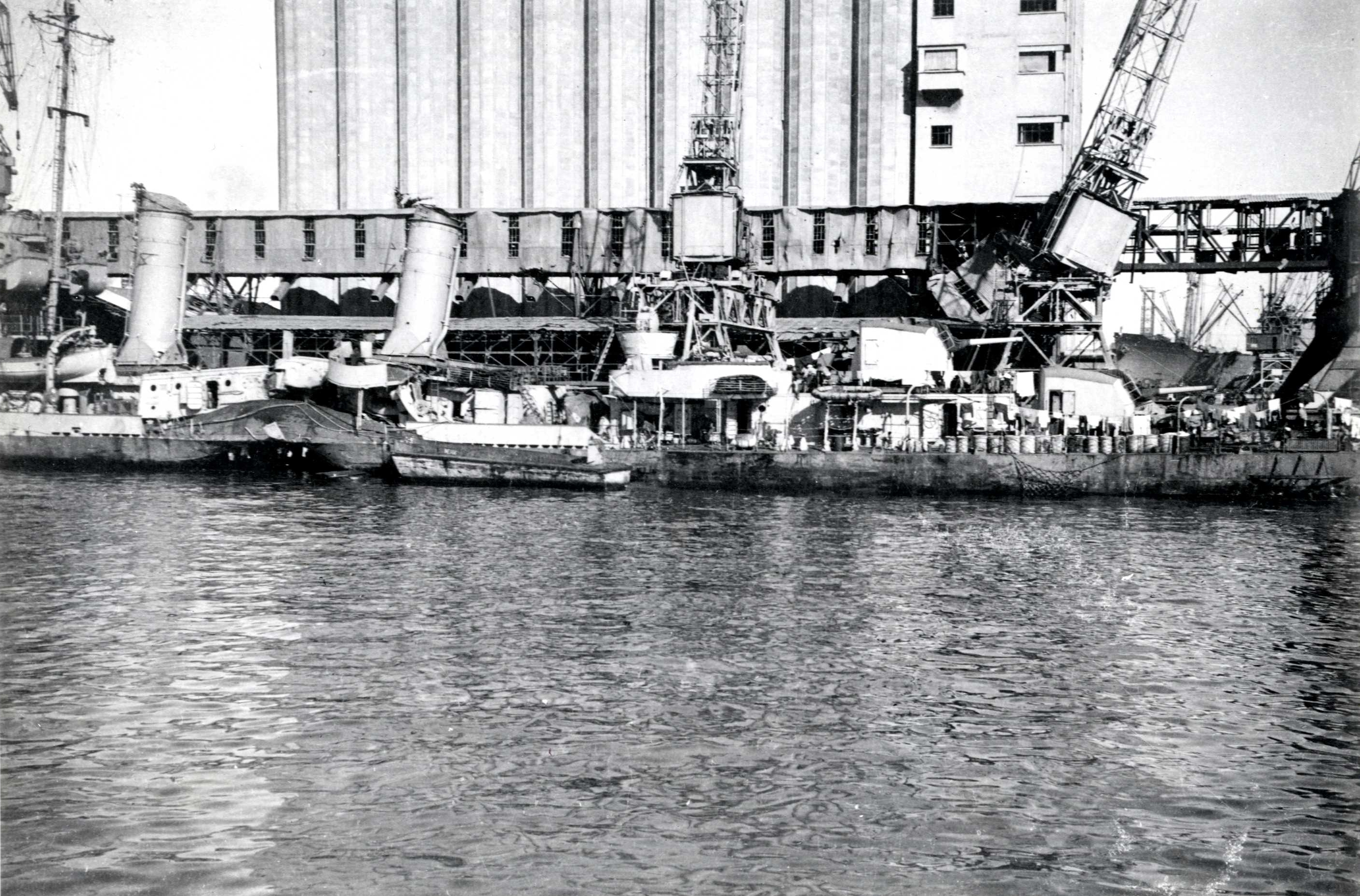
Le Hambleton après avoir été torpillé en novembre 1942.

Il participe à l’opération Torch devant le Maroc le 8 novembre 1942 et escorte le porte-avion USS Sangamon. Touché par une torpille lancée par l'U-173 le 11 novembre, il doit être remorqué pour être réparé à Boston.
À nouveau opérationnel en 1944, il escorte en avril un convoi pour Oran et le 17 mai, coule l'U-616 après quatre jours de poursuite. Par la suite, il rejoint la Grande-Bretagne en vue de participer à la bataille de Normandie. Le 7 juin, il escorte un convoi de L.S.T. dans la Manche en direction d’Omaha Beach où il est chargé de renforcer la force d’appui-feu naval allié. Le 9 juin, il repère grâce à son radar cinq vedettes lance-torpilles allemandes : le Hambleton en détruit un et en endommage un deuxième. De retour en Angleterre pour être ravitaillé, il participe à compter du 25 juin au bombardement des batteries protégeant la ville de Cherbourg.
Le 4 juillet, il appareille de Belfast pour rejoindre la Méditerranée. Le 15 août, il participe aux opérations amphibies dans le cadre du débarquement de Provence. Le 25 octobre, il fait route vers Boston pour y être transformé en un dragueur de mines rapide. L'immatriculation DMS-20 lui est affecté le 15 novembre 1944.

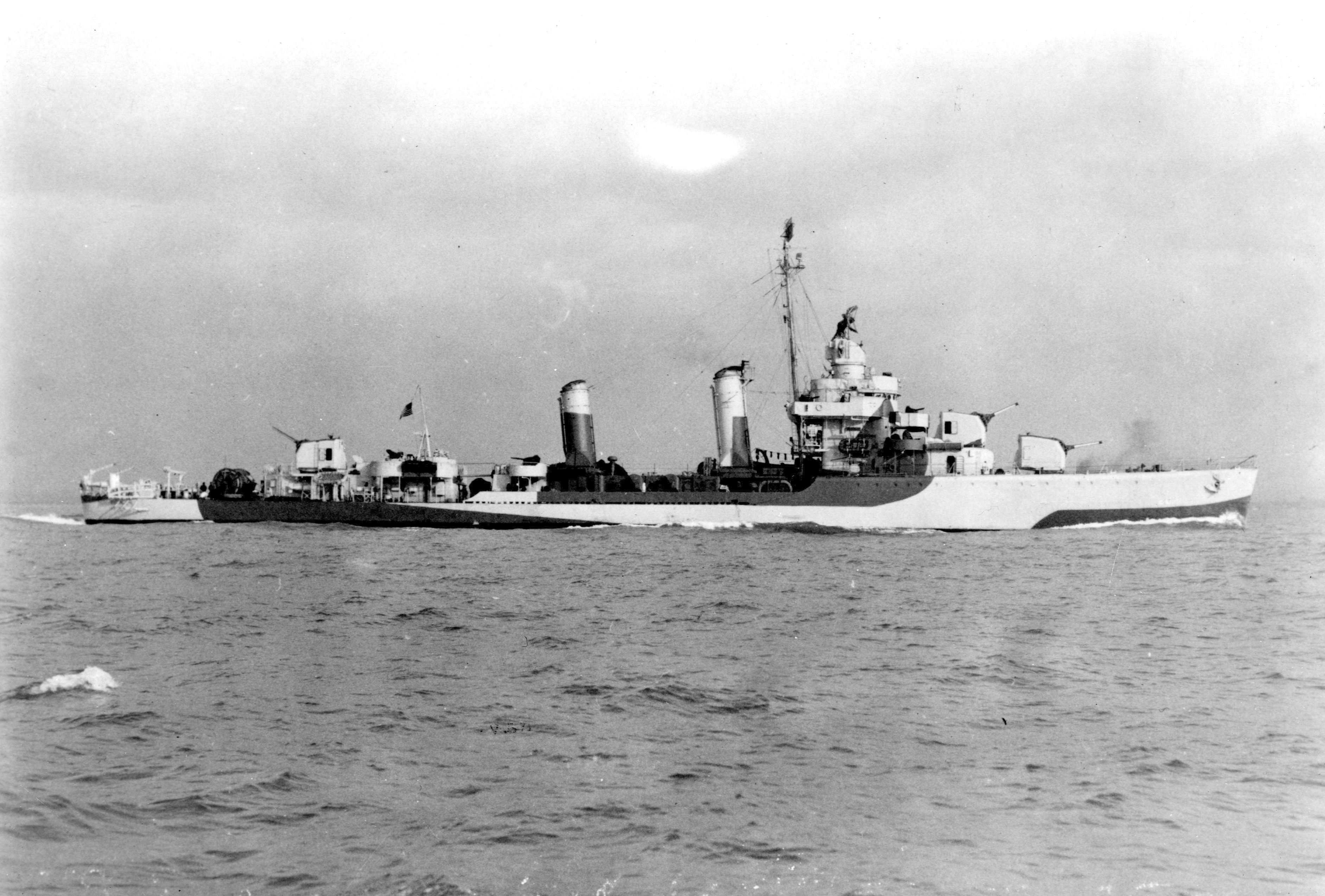
Le Hambleton après sa reconversion en dragueur de mines rapide.

Déployé dans le Pacifique à compter du 30 décembre 1944, il participe à la bataille d’Okinawa à partir du 23 mars et est partiellement endommagé par une attaque kamikaze le 3 avril 1945. Il intègre ensuite la 3e escadre au large de Tokyo puis en août débute une vaste campagne de déminage qui le conduit à retirer 184 mines sous-marines des eaux de la mer de Chine orientale.
Après la guerre, l'USS Hambleton participe à divers exercices dans les Caraïbes et est notamment déployé par trois fois (1949, 1952 et 1954) dans la Méditerranée au sein de la 6e flotte.
Placé dans l’US Navy reserve fleets le 15 janvier 1955, il est rayé du Naval Vessel Register le 1er juin 1971 puis finalement vendu le 22 novembre 1972 pour être démoli.

## Décorations
Le Hambleton a reçu sept Battles star pour son service dans la Seconde Guerre mondiale.

## Commandement
- Commander Forrest Close du 22 novembre 1941 au 29 novembre 1942.
- Lieutenant commander Henry Algernon Renken du 29 novembre 1942 au 15 septembre 1944.
- Lieutenant commander George Albert O`Connell, Jr. du 15 septembre 1944 au 12 octobre 1945.
- Lieutenant commander William Stanton Hitchins du 12 octobre 1945 au 16 mars 1946.
- Lieutenant commander Arthur Henry Berndtson du 16 mars 1946 à une date inconnue.